# С днём рождения! (альбом)
«С днём рождения!» — десятый номерной альбом Ирины Аллегровой, выпущенный в 2005 году.

## Об альбоме
Это третий альбом (если считать совместный альбом с Михаилом Шуфутинским «Пополам»), полностью написанный на музыку композитора и режиссёра-постановщика шоу-программ Алексея Гарнизова, с которым певица плотно сотрудничала и представила публике несколько совместных программ. Презентация альбома состоялась в 2 этапа: встреча с поклонниками в музыкальном магазине «Союз», а на следующий день — концертная программа с участием коллег-артистов в развлекательном комплексе «Метелица».

## Участники записи
- Музыка: А. Гарнизов
- Слова: Е. Муравьев
- Аранжировщики: А. Белый, И. Тян, Д. Гарнизов, В. Агафонов, Д. Носков
- Звукорежиссёры и сведение: И. Тян, Л. Анастасиади, А. Белый
- Мастеринг: И. и В. Бабенко
- Менеджер проекта: О. Савенок
- PR-менеджер: Л. Фаттахова
- Дизайн альбома: О. Алисова
- Администратор: Т. Шило
- Директор-координатор: В. Квятковский

## Список композиций
| №   | Название                                      | Длительность |
| --- | --------------------------------------------- | ------------ |
| 1.  | «Алло, любовь»                                | 2:58         |
| 2.  | «Скажи»                                       | 3:26         |
| 3.  | «Время от времени»                            | 4:19         |
| 4.  | «Свобода»                                     | 5:51         |
| 5.  | «Прощай, любовь» (дуэт с Алексеем Гарнизовым) | 3:55         |
| 6.  | «Чао, чао»                                    | 3:58         |
| 7.  | «Луна»                                        | 3:24         |
| 8.  | «Майами»                                      | 3:31         |
| 9.  | «Одинокая»                                    | 4:34         |
| 10. | «Коктейль любви» (дуэт с Валерием Леонтьевым) | 4:08         |
| 11. | «Тайна»                                       | 3:21         |
| 12. | «С днем рождения!»                            | 3:13         |